# Grahamland
Koordinaten: 66° S, 64° W

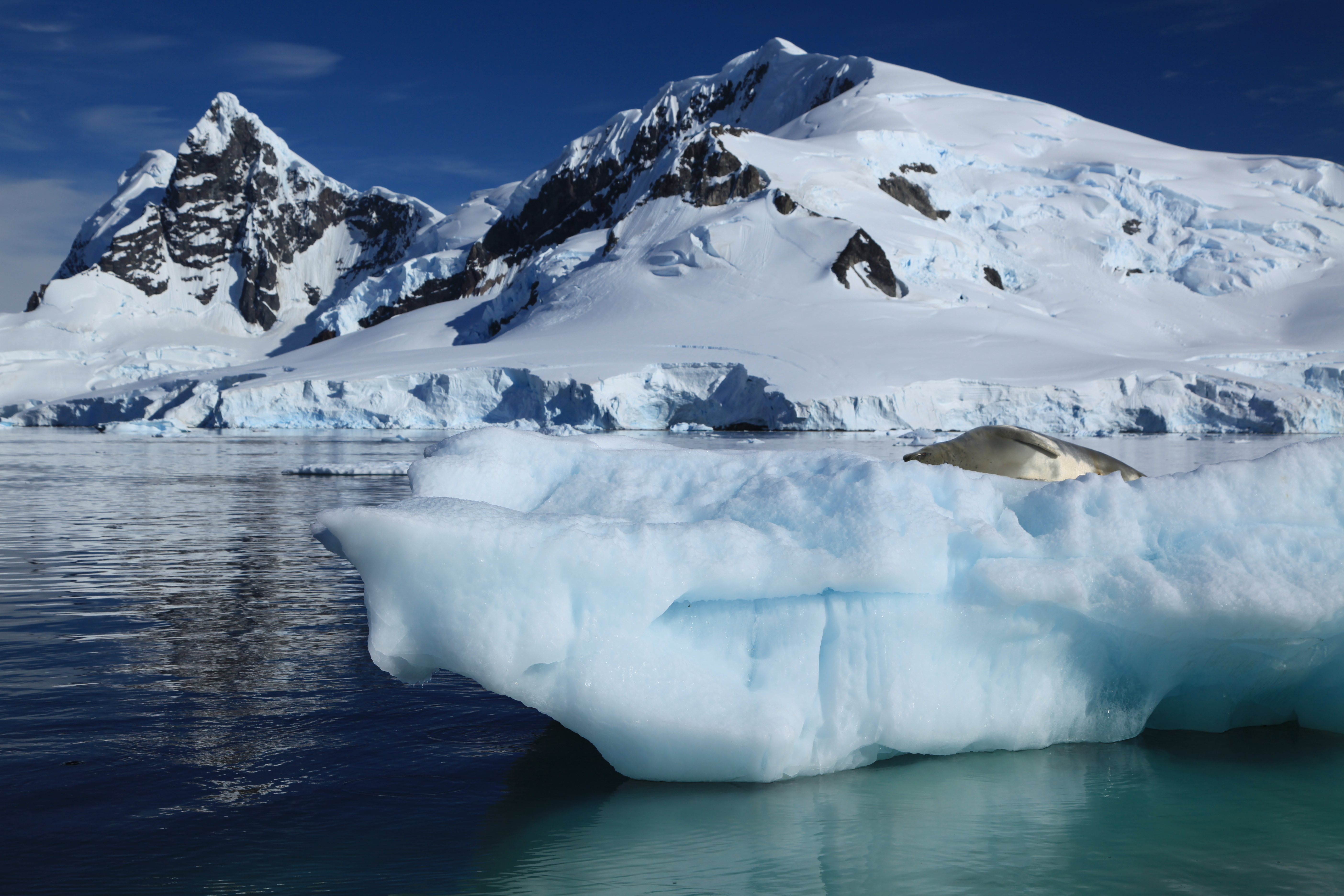
Grahamland bei Paradise Harbour

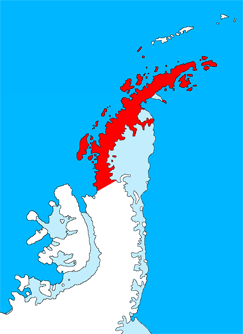

Grahamland (veraltet Grahamsland, auch König-Oskar-II.-Land, in Argentinien Tierra de San Martín) ist nach britischer Nomenklatur der Teil der Antarktischen Halbinsel in Westantarktika, der nördlich einer Linie zwischen Kap Jeremy und Kap Agassiz liegt. Südlich dieser Linie liegt Palmerland. Der nördlichste Ausläufer Grahamlands ist die Trinity-Halbinsel.
Die vorgelagerten Inseln wurden am 21. Februar 1832 von einer englischen Antarktis-Expedition unter John Biscoe entdeckt. Benannt ist das Land nach dem Admiral der Royal Navy, James Robert George Graham. Namensgeber der argentinischen Benennung ist der Unabhängigkeitskämpfer José de San Martín. Es wurde 1908 zum britischen Hoheitsgebiet erklärt. Die British Graham Land Expedition unter Leitung von John Rymill hatte die genauere Erforschung dieser Gegend zum Ziel, die sich während dieser Expedition als Teil der Antarktischen Halbinsel herausstellte. 
Grahamland ist mit 383.000 km² das größte der drei Teilgebiete des britischen Antarktis-Territoriums. Neben Großbritannien erheben auch Argentinien und Chile Anspruch auf die antarktische Halbinsel, darunter auch auf das international als Grahamland bekannte Gebiet. Die Anrainerstaaten stützen ihre Ansprüche auf den wissenschaftlichen Nachweis, dass Grahamland und die umliegenden Inseln die natürliche Fortsetzung des südamerikanischen Festlands darstellen. Argentinien unterhält mit der Esperanza-Station als einziges Land eine permanent bewohnte zivile Siedlung auf dem Festland der Halbinsel, um seine territorialen Ansprüche auf das von ihr beanspruchte Gebiet der Antarktis zu untermauern. Mit dem Antarktisvertrag haben sich indes alle betroffenen Staaten verpflichtet, ihre Gebietsansprüche ruhen zu lassen.